# Mădrevo, Razgrad
Mădrevo (în bulgară Мъдрево, în română Mesim-Mahle) este un sat în comuna Kubrat, regiunea Razgrad, Dobrogea de Sud, Bulgaria.
Între anii 1913-1940 a făcut parte din plasa Turtucaia a județului Durostor, România. După 1940 a fost inclus în regiunea Razgrad.

## Demografie
Componența etnică a satului Mădrevo
     Turci (96,53%)
     Nicio identificare (3,46%)
     Altele (0,89%)
La recensământul din 2011, populația satului Mădrevo era de 779 locuitori. Din punct de vedere etnic, majoritatea locuitorilor (96,53%) erau turci. Pentru 3,46% din locuitori nu este cunoscută apartenența etnică.